# Pyrausta unifascialis
Pyrausta unifascialis is een vlinder van de familie van de grasmotten (Crambidae). De wetenschappelijke naam van deze soort is voor het eerst voorgesteld als Botys  unifascialis door Alpheus Spring Packard in een publicatie uit 1873.

## Verspreiding
De soort komt voor in Canada en de Verenigde Staten.

## Waardplanten
De rups leeft op soorten van de geslachten Antennaria (Asteraceae), Phaseolus (Fabaceae), Eriogonum (Polygonaceae) en Gayophytum (Onagraceae).

## Ondersoorten
- Pyrausta unifascialis unifascialis (Packard, 1973)
  - = Botis obnigralis Hulst, 1886
- Pyrausta unifascialis arizonensis Munroe, 1957 (Arizona)
- Pyrausta unifascialis rindgei Munroe, 1857 (Californië)
- Pyrausta unifascialis subolivalis (Packard, 1873)
  - = Botis hircinalis Grote, 1875